# Linet Group
Linet Group SE mit rechtlichen Sitz in Dordrecht (Niederlanden) ist ein deutsch-tschechisches Unternehmen der Medizintechnik, insbesondere in der Herstellung von Betten für Krankenhäuser und Pflegeheime. Mit Produktionsstandorten in Wickede (Ruhr) und in Slany und Frycovice in Tschechien sowie Vertriebsgesellschaften in Europa und den USA wird das operative Geschäft in mehr als 100 Ländern mit über 1600 Mitarbeitern abgewickelt. Im Geschäftsjahr 2018/19 erwirtschaftete die Gruppe einen Umsatz von rund EUR 287 Mio. und ist mit rund 100.000 Pflege- und Klinikbetten einer der führender Anbieter in Europa.

## Hintergrund
Die Gruppe agiert als Konzernholding der beiden Teilkonzerne Wissner-Bosserhoff (Wi-Bo) und Linet, die 2011 ihre jeweiligen Aktivitäten in der Linet Group zusammengeschlossen haben.
- Wi-Bo: Die Gründung der Wissner-Bosserhof GmbH mit Sitz in Wickede (Ruhr) geht auf das Jahr 1952 zurück; innerhalb des Konzerns spezialisiert sich Wi-Bo auf die Entwicklung von Betten und Ausstattungen für Pflegeheime.
- Linet: Die Linet spol. s r. o. mit Sitz in Slaný bei Prag (Tschechien) wurde 1990 in Prag durch den Unternehmer Zbyněk Frolík kurz nach dem Fall des kommunistischen Regimes gegründet. Der Linet-Teilkonzern spezialisiert sich auf die Herstellung von Betten und Ausstattungen für Krankenhäuser.